# Августин (альбом)
«Августи́н» — шестнадцатый студийный альбом Валерия Леонтьева, выпущенный в 2001 году. Запись песен проводил Сергей Матвеев в студии звукозаписи GALA. Обработка музыки и песен выполнена Юрием Богдановым. Заглавная песня альбома «Августин» создана по мотивам австрийской народной песни «Ах, мой милый Августин».

## Список композиций
| №   | Название                      | Текст песни      | Музыка      | Длительность |
| --- | ----------------------------- | ---------------- | ----------- | ------------ |
| 1.  | «Августин»                    | Маркевич А.      | Муратов Р.  | 4:03         |
| 2.  | «Безымянная планета»          | Д’Элиа Л.        | Крутой И.   | 5:11         |
| 3.  | «Люблю ветер»                 | Рубцов Н.        | Морозов А.  | 4:24         |
| 4.  | «Пароход»                     | Маркевич А.      | Муратов Р.  | 4:10         |
| 5.  | «По дороге в светлую обитель» | Поперечный А.    | Морозов А.  | 4:01         |
| 6.  | «Если ты уйдешь»              | Сурат            | Евзеров В.  | 4:12         |
| 7.  | «Секундомер»                  | Д’Элиа Л.        | Крутой И.   | 3:39         |
| 8.  | «Волчья страсть»              | Несмелов А.      | Евзеров В.  | 4:17         |
| 9.  | «Я не плейбой»                | Маркевич А.      | Муратов Р.  | 4:27         |
| 10. | «Отраженья»                   | Маркевич А.      | Муратов Р.  | 4:46         |
| 11. | «Загляните на Гаити»          | Танич М.         | Малежик В.  | 4:14         |
| 12. | «Ураган „Сюзанна“»            | Энтин Ю.         | Тухманов Д. | 3:26         |
| 13. | «Рыжий кот»                   | Муравьев Э.      | Крутой И.   | 3:33         |
| 14. | «Время»                       | Маркевич А.      | Муратов Р.  | 4:26         |
| 15. | «Банановая республика»        | Бараночникова T. | Муратов Р.  | 3:50         |
| 16. | «До свиданья, Килиманджаро»   | Маркевич А.      | Муратов Р.  | 5:17         |

### Видеоклипы
- «Августин» (режиссёр: Юрий Грымов, киностудия «Мосфильм», 2000 год)
- «Рыжий кот» (режиссёр: Олег Гусев, 2001 год, место съёмок — Санкт-Петербург) — был снят в 2001 году, но не вошёл в альбом.

## Участники записи
- Генеральный продюсер — Николай Кара
- Музыкальный продюсер — Руслан Муpaтов
- Мастеринг и сведение — Юрий Бoгданов
- Запись песен — Сергей Матвеев
- Запись и мастеринг — студия GALA.